# Festival v Glyndebourne

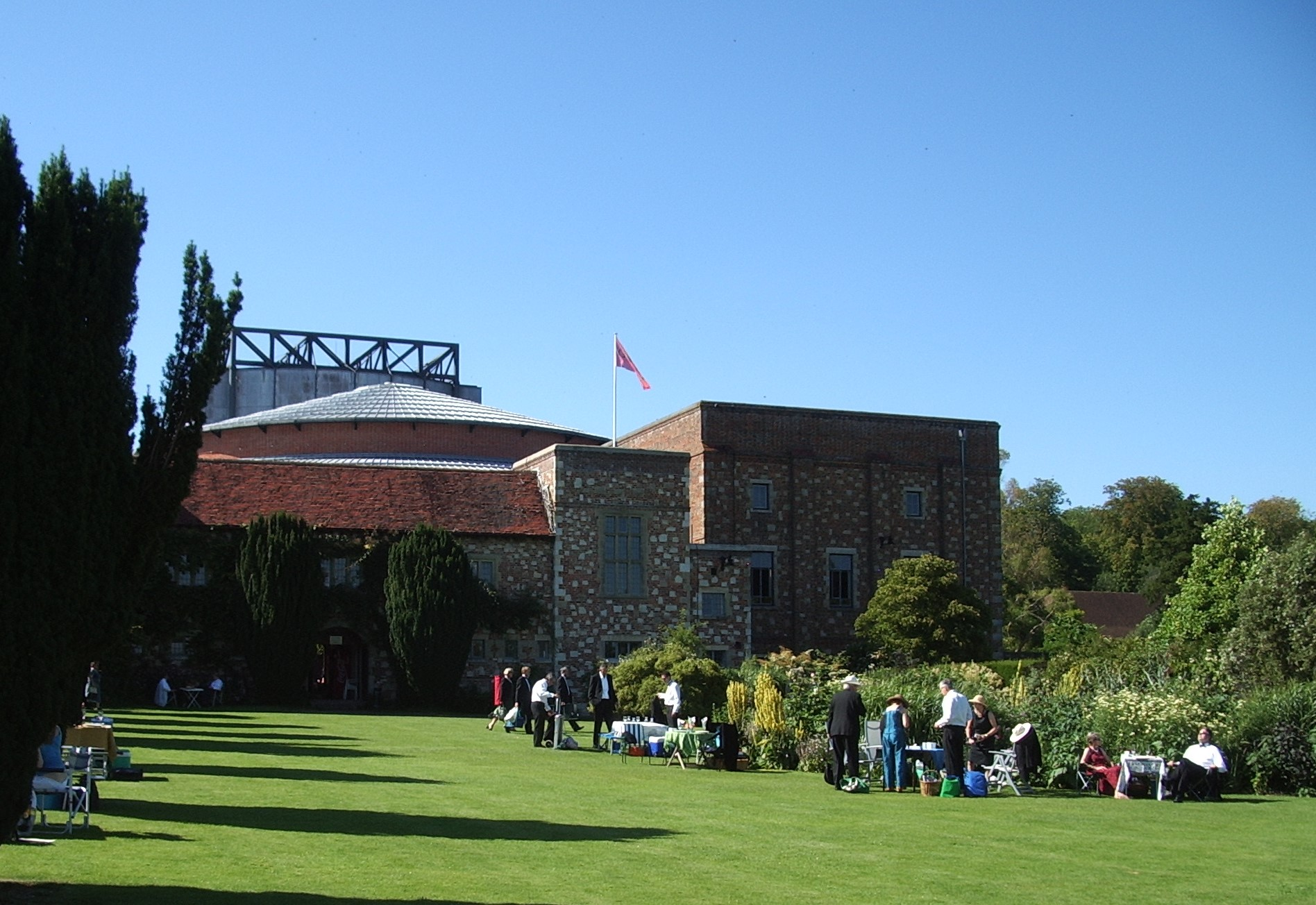
Nová budova opery v roce 2007

Glyndebourne Festival Opera byla založena v roce 1934 anglickým párem a dvěma německými emigranty. Festival v malé vesničce nedaleko Bristolu je vedle Bayreuthu (1876) a Salcburku (1920) jedním z nejstarších hudebních festivalů v Evropě.
Festival trvá od poloviny května do druhé poloviny srpna. Představení se odehrává ve speciálně postaveném operním domě vedle rodinného venkovského domu. Během dlouhých přestávek si diváci užívají piknik, obvykle s domácím jídlem.

## Zakládání
Festival založili John Christie a jeho manželka Audrey Milborn, která byla výjimečnou sopranistkou. Poskytli majetek a finanční prostředky. Uměleckými řediteli prvního festivalu byli dirigent Fritz Busch a režisér Carl Ebert, oba museli opustit Německo z důvodů politických, nikoli rasistických. Oba byli očerněni nacistickým režimem jako „kulturní bolševici“. Fritz Busch se vrátil do Glyndebourne v roce 1950 po přerušení války. Ale zemřel v roce 1951.

## Repertoár
Festival byl založen jako Mozartův festival. V prvních třech letech byly provedeny opery, Figarova svatba, Únos ze serailu, Così fan tutte, Don Giovanni a Kouzelná flétna. Již v roce 1938 se festival otevřel italskému repertoáru – komickou operou Donizettiho (Don Pasquale) a tragickou Verdiho (Macbeth). V roce 1940 festival, který byl kvůli válce uzavřen, produkoval válečné turné rané anglické opery Žebrácká opera (1728) od Johanna Christopha Pepusch.
Repertoár je dnes věnován především odlehčeným tématům, ale ukazuje i všechny klasiky tragické opery. Sezóna 2025 nese název „Žádná obyčejná opera“. Zazní Mozartova opera (Figarova svatba), dvě komické opery z italského repertoáru (Lazebník sevillský a Falstaff), Händelův Saul, Wagnerův Parsifal a Janáček Káťa Kabanová.
Na festivalu vystupují dva špičkové orchestry, London Philharmonic Orchestra pro standardní repertoár a Orchestra of the Age of Enlightenment pro barokní opery.